# Autoryzowana stacja obsługi
Autoryzowana stacja obsługi (ASO) – usługodawca świadczący usługi naprawy i konserwacji pojazdów, który działa w systemie dystrybucji utworzonym przez dostawcę pojazdów.
Zgodnie z prawem unijnym (BER 330/2010 oraz MVBER 461/2010) klient może dowolnie wybierać, czy w trakcie trwania gwarancji będzie serwisował swój samochód w autoryzowanym serwisie, czy też w warsztacie niezależnym bez utraty gwarancji.